# Onano
Onano es una localidad y comune italiana de la provincia de Viterbo, región de Lacio, con 1.061 habitantes.

## Evolución demográfica
| Gráfica de evolución demográfica de Onano entre 1861 y 2001 |
|                                                             |
| Fuente ISTAT - elaboración gráfica de Wikipedia             |